# Javier Mejías
Javier Mejías (Madrid, 30 settembre 1983) è un ex ciclista su strada spagnolo, professionista dal 2006 al 2017.

## Palmarès
- 2005 (dilettanti)

1ª tappa Vuelta Ciclista Internacional a Extremadura
4ª tappa Vuelta Ciclista Internacional a Extremadura
2ª tappa Bidasoa Itzulia
4ª tappa Bidasoa Itzulia
1ª tappa Tour de Goierri
- 2007 (Saunier Duval, una vittoria)

1ª tappa Vuelta a Chihuahua

## Piazzamenti

### Grandi Giri
- Vuelta a España

2007: 50º

### Classiche monumento
- Milano-Sanremo

2008: ritirato
2015: 99º
2016: ritirato
2017: 159º
- Giro delle Fiandre

2006: ritirato
- Liegi-Bastogne-Liegi

2012: ritirato
- Giro di Lombardia

2006: 92º
2007: ritirato